# Ben Abruzzo
Benjamin L. Abruzzo (9 de junho de 1930 – 11 de fevereiro de 1985) foi um balonista de ar quente e empresário norte-americano. Ele ajudou a aumentar a fama da cidade de Albuquerque como um centro de balões de ar quente e balões mais leves que o ar. Ele fez parte das tripulações de balão que fizeram a primeira travessia do Oceano Atlântico de balão no Double Eagle II e a primeira travessia do Oceano Pacífico de balão no Double Eagle V.

## Double Eagle II
A equipe Abruzzo e Anderson, desta vez com Larry Newman, fez uma segunda tentativa no Double Eagle II em 1978. A equipe decolou de Presque Isle, Maine, em 11 de agosto e pousou com sucesso em Miserey, na França, seis dias depois. A ABC Sports exibiu um pequeno documentário especial sobre o vôo apresentado por Bob Beatty intitulado "The Spirit of '78: The Flight of DOUBLE EAGLE II". Por seus esforços, a equipe recebeu a Medalha de Ouro do Congresso em 1979. Mais tarde naquele ano, Abruzzo e Anderson pilotaram juntos para vencer a primeira competição desde a Segunda Guerra Mundial, a Corrida Internacional Gordon Bennett, no balão “Double Eagle III”. A corrida de Bennett foi suspensa em 1939 devido às hostilidades, não sendo retomada até 1979, com o reinício oficial da Copa Gordon Bennett (balonismo) em 1983.

## Double Eagle V
Abruzzo também fez parte da equipe Double Eagle V. O Double Eagle V foi a primeira equipe a cruzar o Oceano Pacífico em um balão a gás em novembro de 1981. Este voo também estabeleceu o recorde de viagem mais longa de uma equipe em um balão.